# 구와다 신이치로
구와다 신이치로(일본어: 桒田 慎一朗, 1986년 12월 6일 ~ )는 일본의 전 축구 선수이다.

## 구단 경력
과거 산프레체 히로시마, 파지아노 오카야마에서 활동하였다.